# Compagnie du chemin de fer de Lille à Béthune et à Bully-Grenay
La Compagnie du chemin de fer de Lille à Béthune et à Bully-Grenay est créée le 11 mai 1865 pour construire et exploiter un réseau de chemin de fer dans le département du Nord de la France. Elle se substitue à la Compagnie des mines de Béthune.
Les lignes sont rétrocédées à la Compagnie anonyme du chemin de fer de Lille à Valenciennes et ses Extensions, le 5 avril 1872 puis à la compagnie des chemins de fer du Nord, le 31 décembre 1875.
Les lignes sont intégrées au réseau de Compagnie des chemins de fer du Nord selon les termes d'une convention signée entre le ministre des Travaux publics et la compagnie le 5 juin 1883. Cette convention est approuvée par une loi le 20 novembre suivant.

## Les lignes
- Lille à  Béthune (actuelles partie de ligne de Fives à Abbeville et ligne de Beuvry à Béthune-Rivage)
- Bully−Grenay à La Bassée−Violaines